# Grottes de Bagh
Les grottes de Bagh sont un groupe de neuf monuments taillés dans la roche, situés sur les pentes sud des Vindhyas, dans la ville de Bagh, dans le district de Dhar, situé dans l'État de Madhya Pradesh au centre de l'Inde. Ces monuments sont réputés pour leurs peintures murales de maîtres peintres de l'Inde ancienne. L'utilisation du mot « grotte » est un peu impropre, car elles ne sont pas naturelles, mais plutôt des exemples d'architecture taillée dans la roche. Les grottes de Bagh, comme celles d'Ajantâ, ont été mises au jour par des maîtres artisans sur la paroi rocheuse en grès perpendiculaire d’une colline sur la rive opposée d’un ruisseau saisonnier, le Baghani. D'inspiration bouddhiste, sur les neuf cavernes, seules cinq ont survécu ; ce sont toutes des viharas (lieux de repos dans un monastère). Une petite chambre, généralement à l'arrière, forme le chaitya, la salle de prière. La plus importante de ces cinq grottes est la grotte no 4, connue sous le nom de Rang Mahal (Palais des Couleurs).
Les grottes de Bagh ont été exploitées aux Ve et VIe siècles, aux toutes dernières étapes du bouddhisme en Inde, et bien longtemps après que la plupart des grottes bouddhistes indiennes ont été construites, nombre d'entre elles depuis les IIe – Ier siècles av. J.-C..

## Les peintures
Les peintures sur les murs et les plafonds du vihara de Bagh, dont les fragments sont encore visibles dans les grottes 3 et 4 (vestiges observés également dans les grottes 2, 5 et 7), ont été exécutées à tempera. Ces peintures sont matérialistes plutôt que spiritualistes. Le sol préparé était un enduit de boue épaisse, granuleuse et brun rougeâtre, disposé sur les murs et les plafonds. Sur le plâtre, on a appliqué une couche d'apprêt à la chaux sur laquelle ces peintures ont été exécutées. Certaines des plus belles peintures se trouvaient sur les murs du portique de la grotte 4. Pour éviter de nouvelles pertes de valeur de l'art classique indien, la plupart des peintures ont été soigneusement retirées en 1982 et sont aujourd'hui visibles au musée archéologique de Gujari Mahal (en).

Œuvres dans les grottes
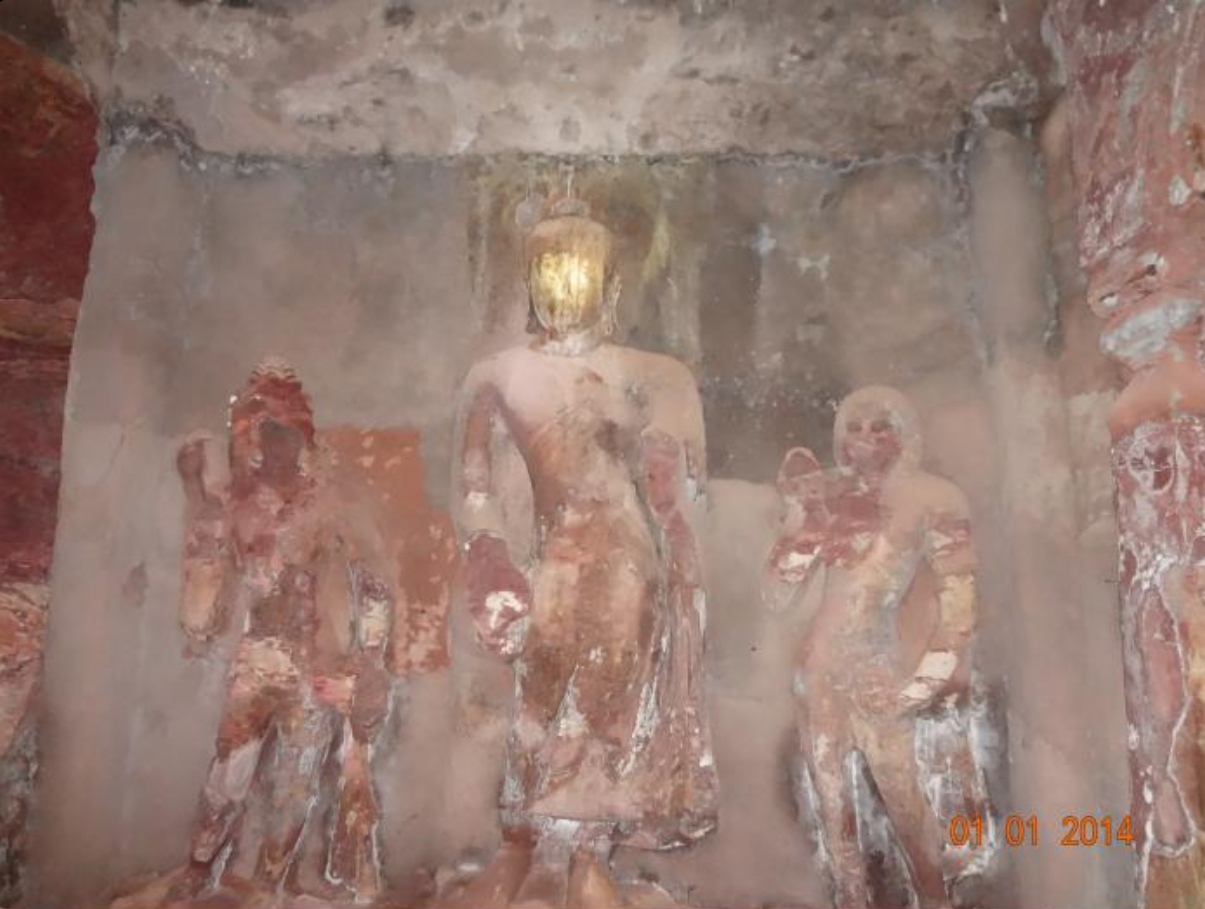
Statues murales.
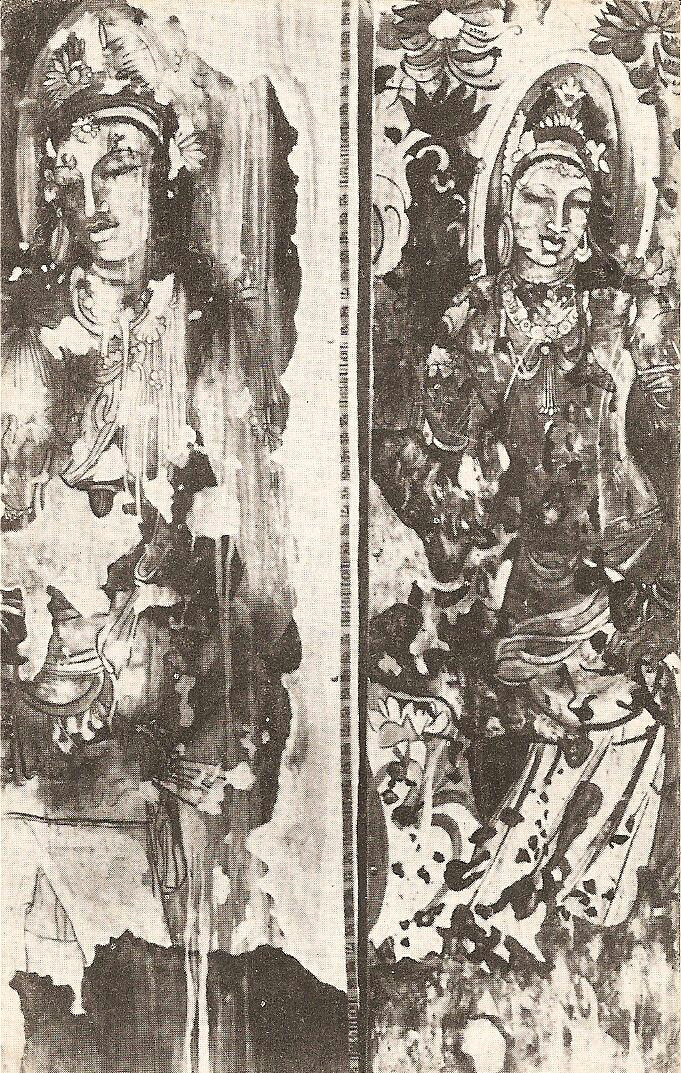
Peinture d'un Bodhisattva dans la grotte 2.
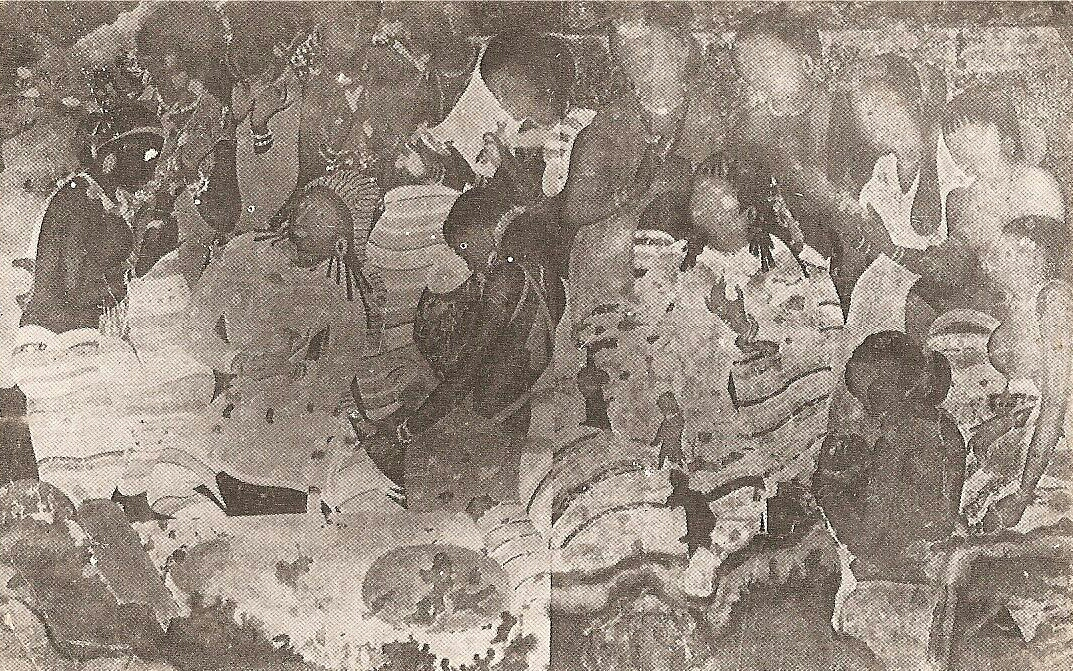
Détail d'une peinture de la grotte 4.

## Datation
Une inscription en cuivre du Maharaja Subandhu du Mahishmati, rapportant son don pour la réparation du vihara, a été trouvée sur le site de la grotte 2. Bien que la date de l'inscription de Bagh soit manquante, son inscription en cuivre de Badwani est datée de l'année 167 de l'ère Gupta (487 de notre ère). Donc, la réparation de la grotte 2 a eu lieu à la fin du Ve siècle.

Galerie
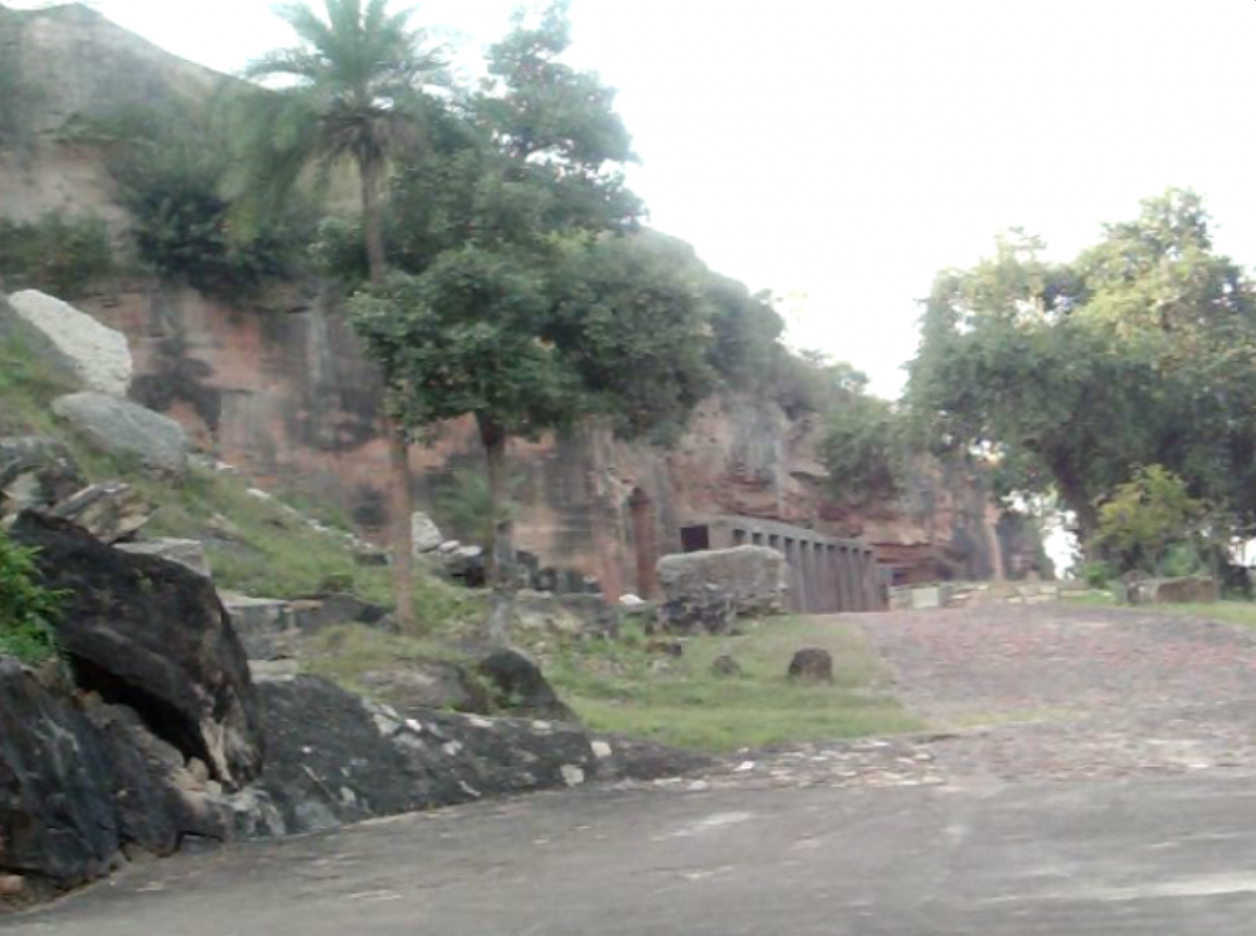
Vue d'ensemble.
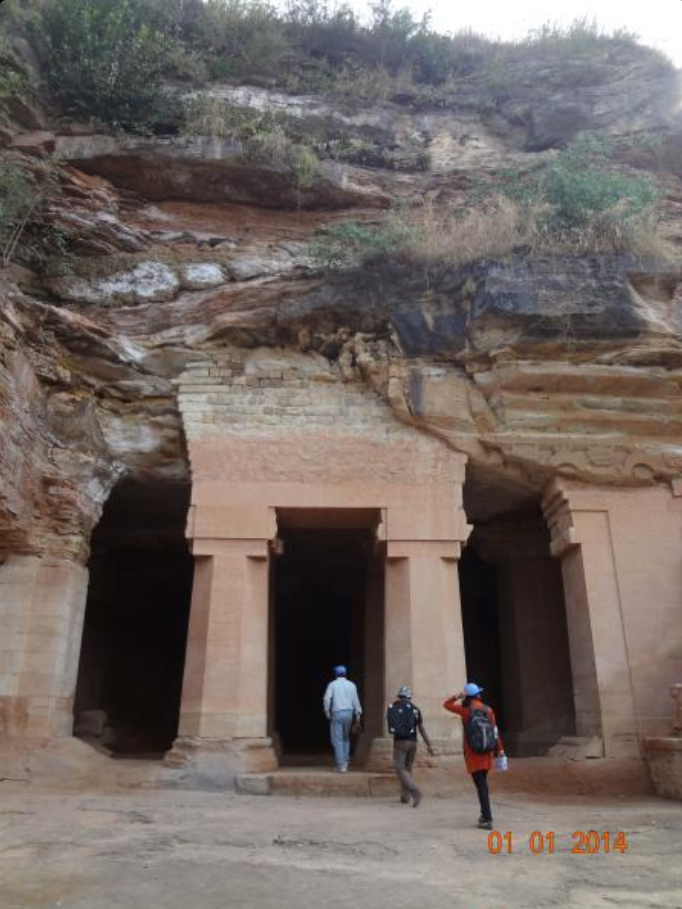
Entrée.
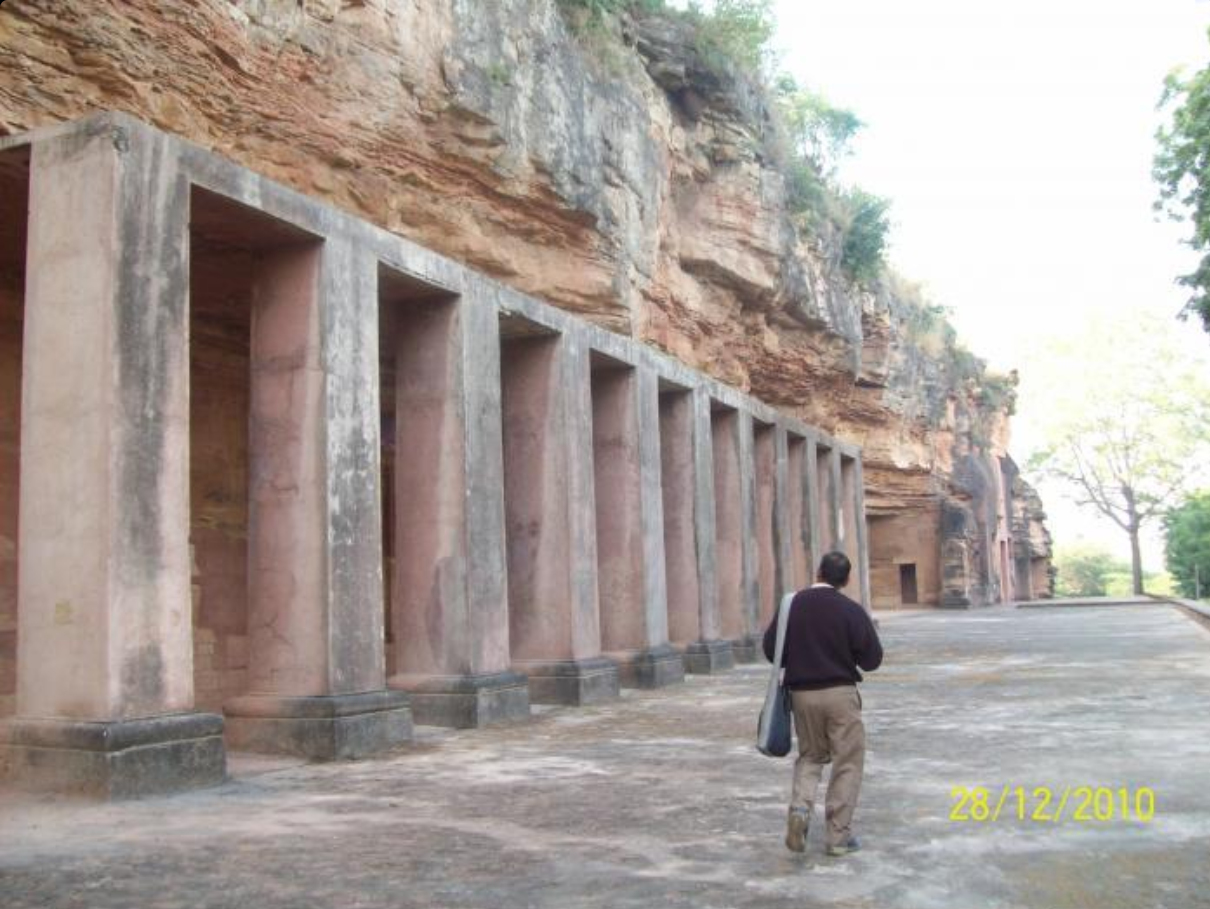
Piliers.
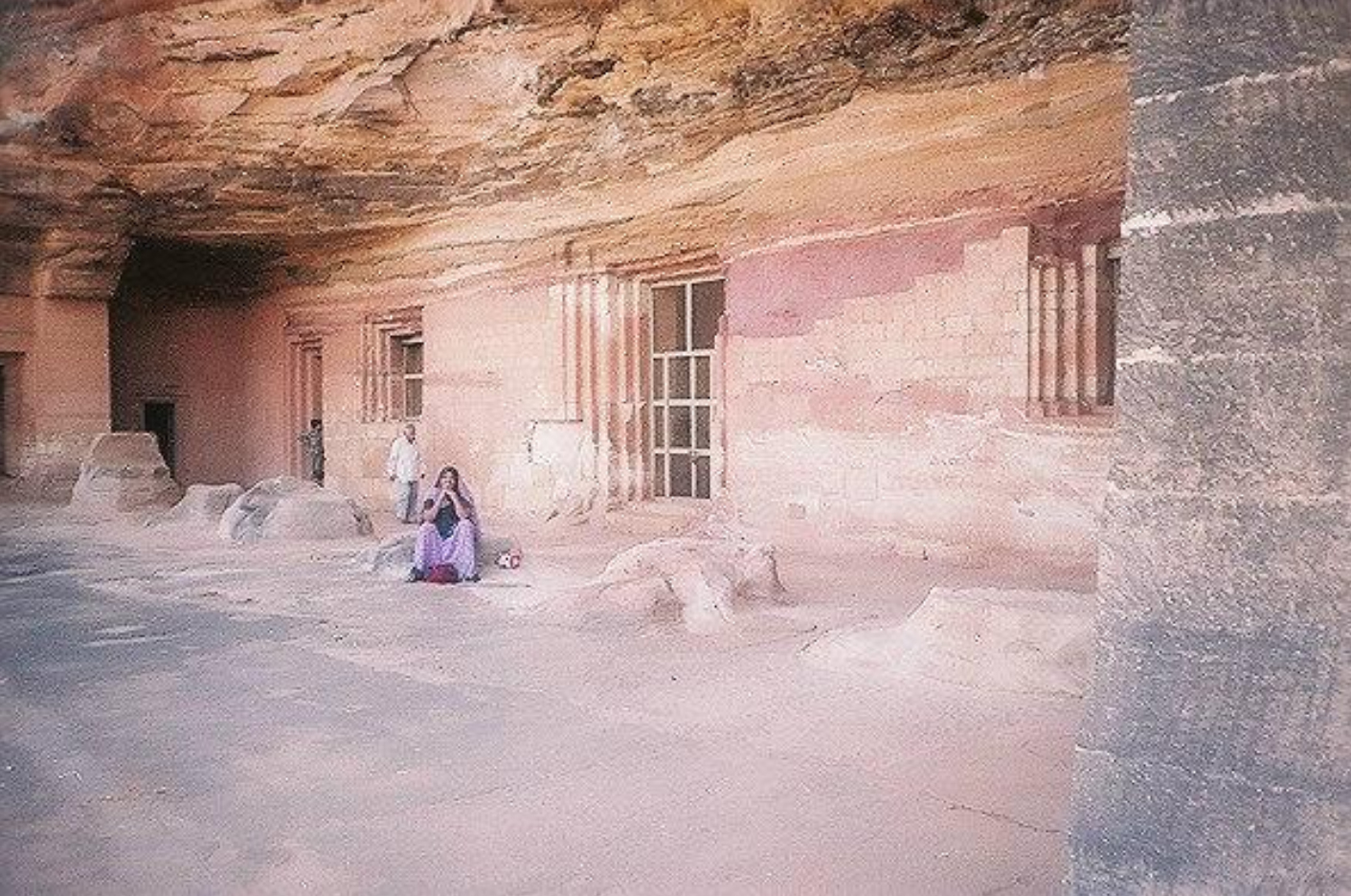
Façade des grottes.
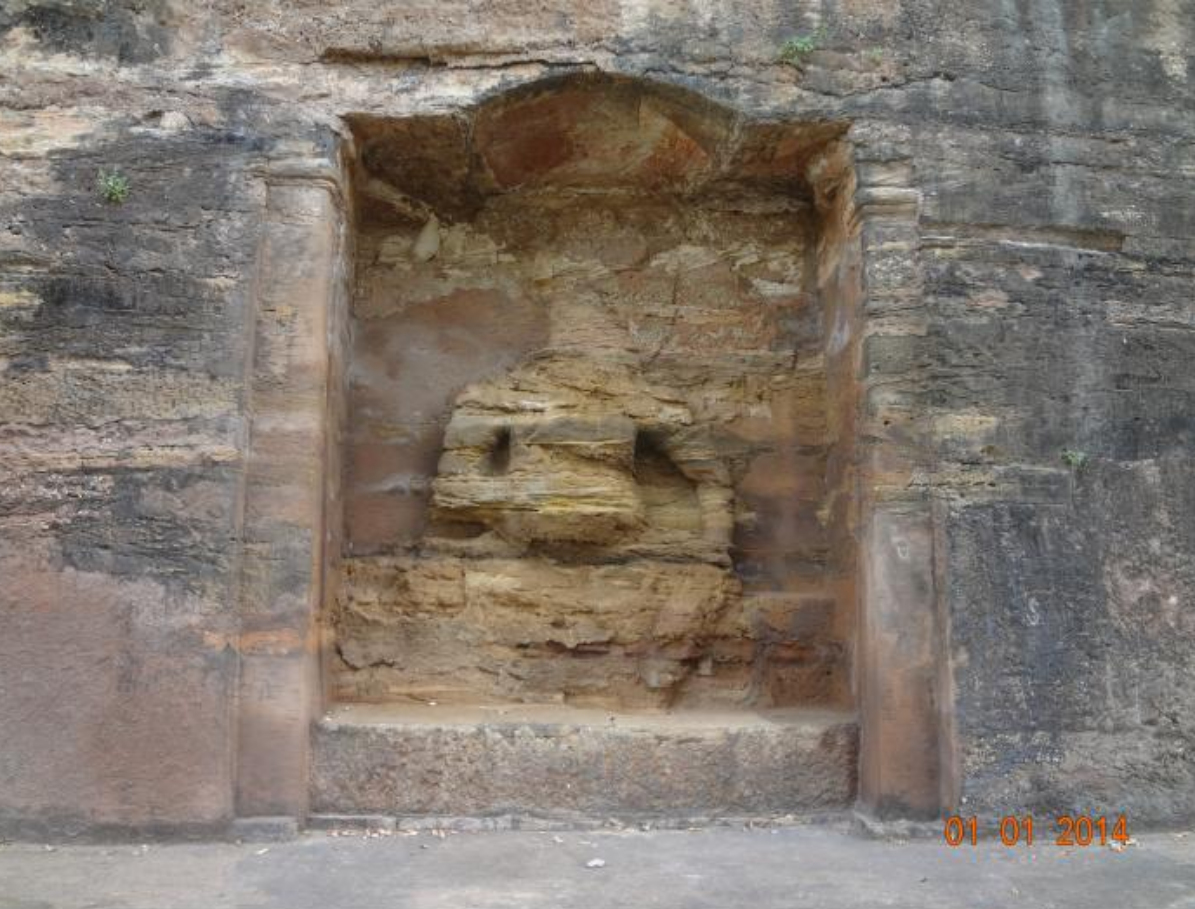
Statues monumentales.